# Wolfgang Gedeon
Wolfgang Michael Gedeon, född 23 april 1947, är en tysk författare och politiker för Alternativ för Tyskland (AfD).
I mars 2016 valdes Gedeon, en pensionerad läkare och författare till flera böcker, som ledamot av Baden-Württembergs landdag. Kort därefter anklagade akademiker och media hans kontroversiella böcker för att vara antisemitiska och för att trivialisera Förintelsen. Flera AfD-politiker vände sig emot honom och den vice ordföranden för partiets delstatsavdelning kallade honom en "prototypisk antisemitisk konspirationsteoretiker", medan andra insisterade på vidare utredning. I juli 2016 delades partiets nomineringsgrupp i två, men AfD på nationell nivå tvingade till slut Gedeon att tillfälligt ställa sig utanför nomineringsarbetet. Gedeon har dock behållit sitt parlamentariska mandat och är alltjämt vanlig medlem och förste talman för partiets lokalavdelning.
Gedeon har anklagats för att beskylla judar för att ha givit upphov till antisemitiska sentiment. I sin bok från 2012, Der grüne Kommunismus und die Diktatur der Minderheiten ("Den gröna kommunismen och minoriteternas diktatur"), frågar sig Gedeon om "judarna själva bidrog med tillräckliga anledningar för att orsaka den fientlighet som de möttes av", vilket Amadeu Antonio Stiftung i en rapport lyfte fram som antisemitiskt.